# 库车铸钱局

清代新疆各铸钱局的位置

库车铸钱局，简称库车局，是清朝时期在新疆库车设立的一个铸钱局。可能咸丰三年（1853年）为铸造大钱而设立，铸有咸丰、同治、光绪等年号的红钱。

## 历史
库车是清代南疆东四城中的商业大镇，库车铸钱局初设年代并无明确记载，